# Giro de Lombardía 1918
El Giro de Lombardía 1918 fue la 14.ª edición del Giro de Lombardía. Esta carrera ciclista organizada por La Gazzetta dello Sport se disputó el 10 de noviembre de 1918 con salida en Milán y llegada a Sesto San Giovanni después de un recorrido de 256 km.
Por segundo ocasión, el ganador fue el italiano Gaetano Belloni (Bianchi) impondiéndose a sus compatriotas Alfredo Sivocci (Dei) y Carlo Galetti en el esprint final. Galetti vuelve al podio después de doce años, cuando fue segundo en la edición de 1906.
Por segundo año consecutivo participa Alfonsina Strada que se classifica en 21.ª y penúltima posición a 23 minutos del ganador de la prueba. Será la última mujer en finalizar el Giro de Lombardía.

## Clasificación general
| Posición | Ciclista            | Equipo     | Tiempo     |
| -------- | ------------------- | ---------- | ---------- |
| 1        | Gaetano Belloni     | Bianchi    | 7h 08' 00" |
| 2        | Alfredo Sivocci     | Dei        | m. t.      |
| 3        | Carlo Galetti       | Individual | m. t.      |
| 4        | Alexis Michiels     | Individual | m. t.      |
| 5        | Leopoldo Torricelli | Dei        | m. t.      |
| 6        | Giuseppe Azzini     | Individual | m. t.      |
| 7        | Clemente Canepari   | Stucchi    | m. t.      |
| 8        | Lauro Bordin        | Bianchi    | m. t.      |
| 9        | Romeo Poid          | Individual | m. t.      |
| 10       | Arturo Ferrario     | Individual | m. t.      |